# Clytus gulekanus
Clytus gulekanus är en skalbaggsart som beskrevs av Maurice Pic 1904. Clytus gulekanus ingår i släktet Clytus och familjen långhorningar. Inga underarter finns listade i Catalogue of Life.